# استنلی ماندلشتام
 استنلی ماندلشتام (انگلیسی: Stanley Mandelstam؛ زاده ۱۲ دسامبر ۱۹۲۸-درگذشتهٔ ۲۳ ژوئن ۲۰۱۶) یک دانشمند اهل ایالات متحده آمریکا بود.